# 帝汶航空 (2008年)
帝汶航空（英語：Timor Air）是一家設在总部東帝汶帝力的航空公司，在2008年成立，2012年結業。

## 歷史
2008年11月27日，帝汶航空與澳洲的天空世界航空簽下協議，成立一架新的航空公司，採用天空世界航空的E-190飛機，及汲取航空公司的經驗來經營新公司。然而天空世界航空在2009年結業。帝汶航空由普吉航空（50%）、創辦人傑里麥亞·德騷薩（Jeremias Desousa，40%）和東帝汶政府（10%）擁有，其中政府的股權是由創辦人贈送。航空公司計劃在2009年2月9日正式營運，提供來往印尼巴厘和澳洲達爾文的航班。
2011年7月26日，帝沃航空正式啟動每日一班從帝力尼古勞·洛巴托總統國際機場飛往澳洲達爾文國際機場的航班。帝汶航空計劃在2013年擁有5架飛機，提供40個工作機會給東帝汶人。
2012年5月，帝汶航空宣佈因為客量未達預期而停止營運。

## 機隊
帝汶航空擁有一架薩博340B，由文森特航空提供工程和技術支援。